# Joseph Delmont
Joseph Delmont (též Josef Delmont), původním jménem Josef Pollak ( 8. května 1873, Lichtenau im Waldviertel, Rakousko-Uhersko – 12. března 1935, Piešťany) byl filmový režisér a herec, spisovatel a dobrodruh rakouského původu.

## Život

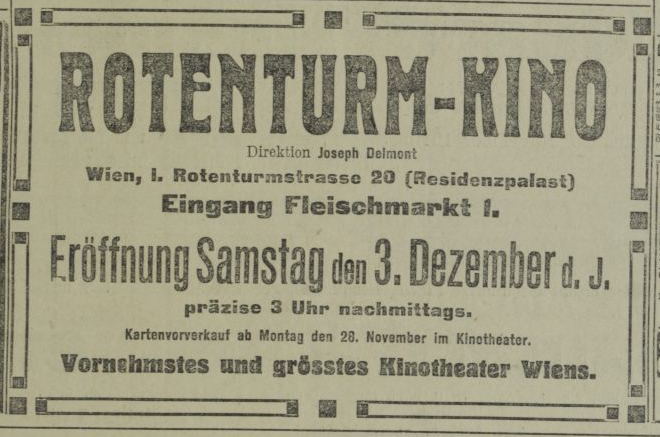
Reklama kina Rotenturm (ředitel Delmont), Vídeň, 1910

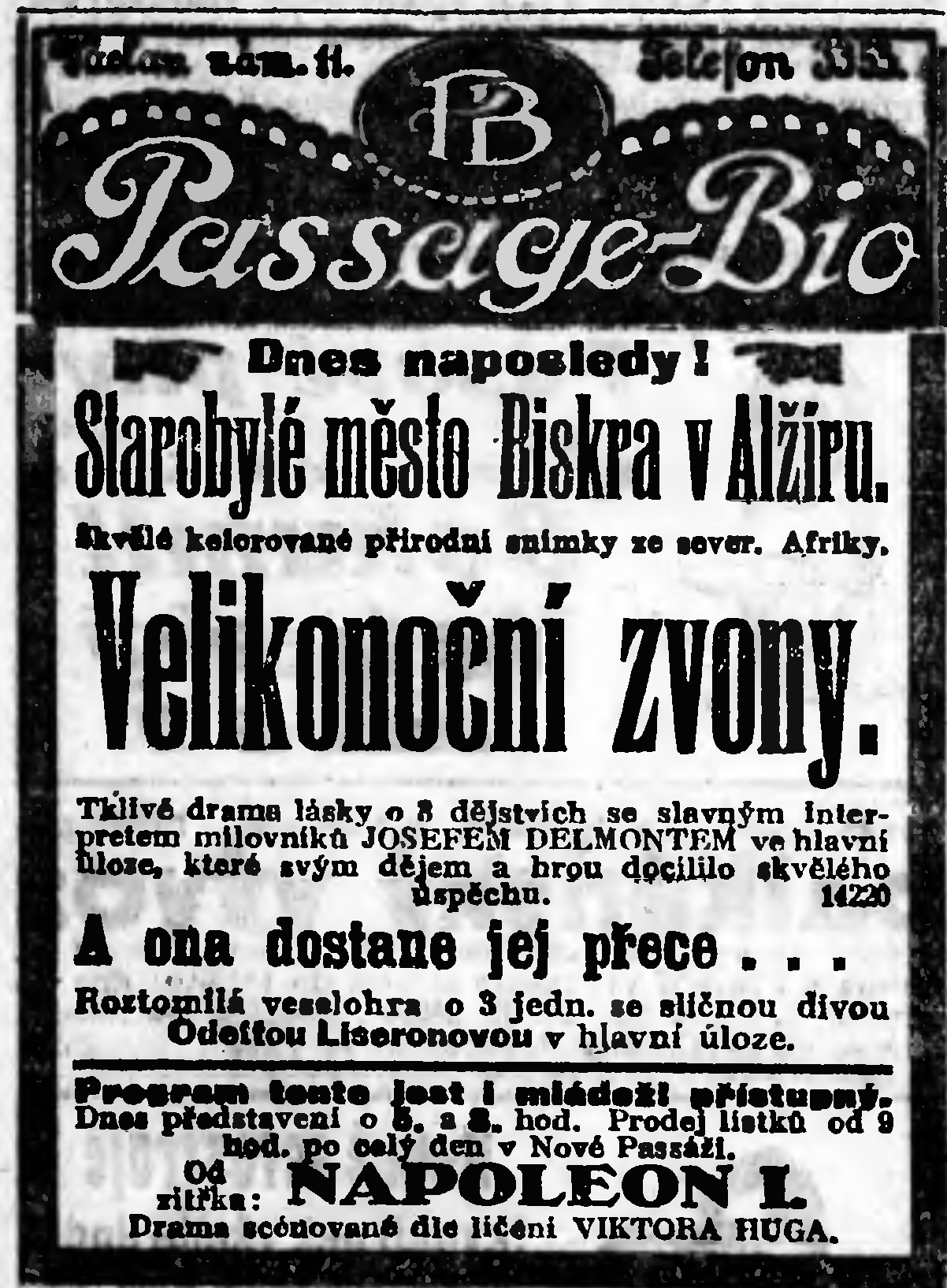
Novinový inzerát, 1914, Joseph Delmont v hlavní roli filmu

### Vlastní životopisná verze
Český tisk zaznamenal Delmontovo vyprávění o jeho životě v několika verzích, které se v detailech liší:
Rodina měla pocházet ze Španělska, a později žít na Pelhřimovsku (Delmontovou domovsku obcí byl Pavlov u Pelhřimova). Narodil se jako šestnáctý ze sedmnácti dětí. Když se chudá rodina přestěhovala z Waldviertelu do Vídně, v devíti letech utekl s cirkusem, kde se živil jako provazolezec, než po zranění cirkus opustil a protloukal se cvičeným psíkem. V šestnácti měl odjet s irským lovce do Indie. Následně prý jako lovec během dvaceti let procestoval Afriku, Asii, Ameriku, Austrálii, Grónsko a Sibiř. Údajně cestoval devět měsíců po Indii s Rudyardem Kiplingem. Ve svém životopisném vyprávění Delmont uvedl, že ke psaní ho vybídl sám Mark Twain a zmínil i svou práci filmového režiséra v Americe a Berlíně.
Podle jiné Delmontovy životopisné verze z téže doby ho ke psaní vyzval Rudyard Kipling. Delmont měl být prvním režisérem, který točil filmy s divokými zvířaty. V roce 1927 též uváděl, že je československý státní příslušník. Mluvil osmi jazyky, psal anglicky, německy a francouzsky.

### Upřesnění životopisných údajů podle dalších zdrojů
Německé a rakouské zdroje uvádějí, že se narodil v dolnorakouské obci Loiwein, v rakouské oblasti Waldviertel. Jeho rodiče byli kupec Moses (později Maxmillian) Pollak a Rezi (též Rösi, později Theresia), rozená Fuchsová. Poté, co utekl s cirkusem se vyučil soustružníkem. Nadále pracoval jako artista, lovec a chovatel zvěře, který s cirkusem procestoval svět. Od roku 1901 pobýval ve Spojených státech, kde od roku 1903 natáčel nejprve jednodílné, později dvoudílné westernové filmy pro společnost Vitagraph.
Roku 1910 se vrátil do Vídně, kde pracoval jako kameraman a ředitel kina. Podílel se např. jako kameraman a technický vedoucí na nejstarším zcela zachovaném rakouském filmu Mlynář a jeho dítě (Der Müller und sein Kind, 1911).

### Změna příjmení
Dne 26. června 1910 požádal domovskou obec Pavlov o změnu příjmení z původního Josef Pollak na Josef Delmont; 7. července 1910 vstoupila změna v platnost.

### Herec a režisér v Německu
Následně přesídlil do Německa. V Berlíně pracoval jako spolurežisér a herec dobrodružných a fantastických filmů. Senzací těchto filmů byly na svou dobu neobvyklé záběry divokých zvířat.
Za první světové války vykonával vojenskou službu. Kariéru filmaře ukončil v roce 1926 spolurežií francouzsko-německého filmu Millionenraub im Riviera-Express.

### Spisovatel a závěr života
Po ukončení práce ve filmu se soustředil na spisovatelskou dráhu.Po nástupu Hitlera k moci emigroval koncem roku 1933 do Československa, do Piešťan, kde dožil.

## Dílo

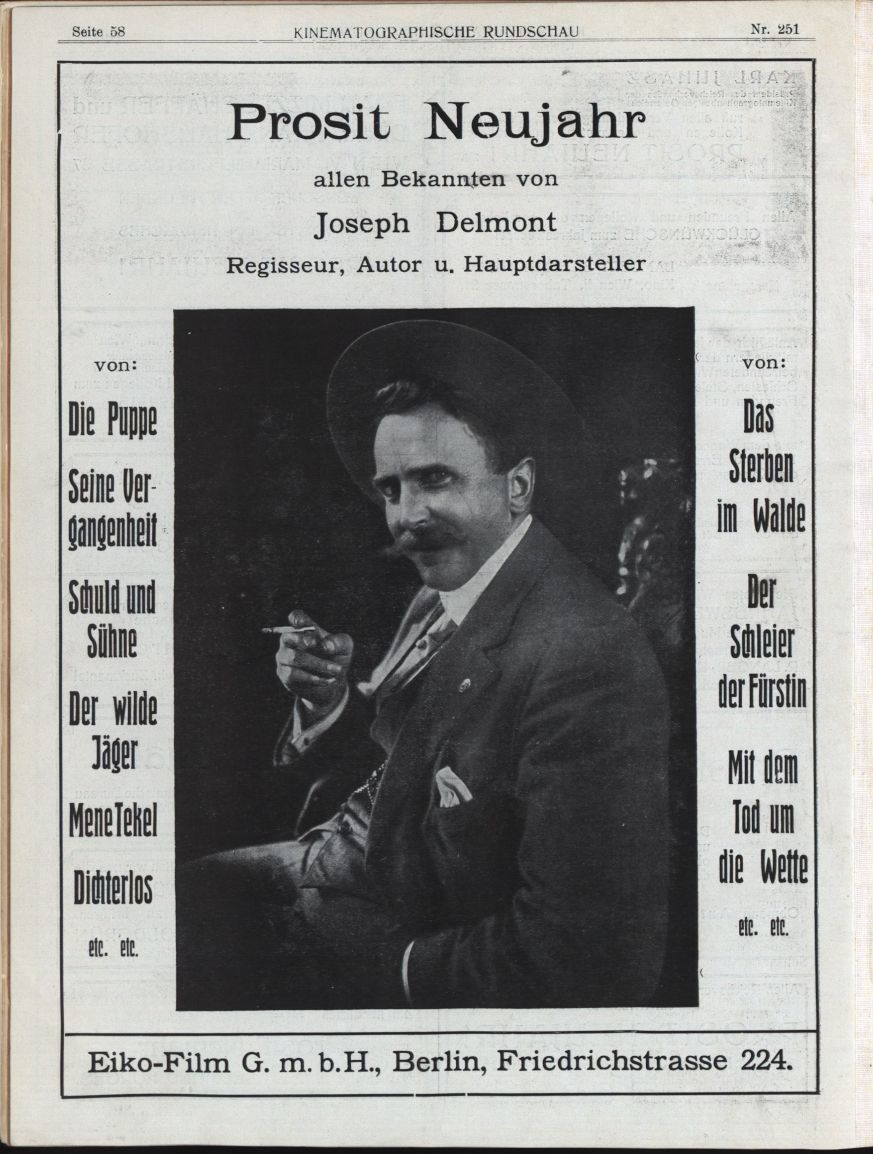
Joseph Delmont - přání k novému roku 1913 (Berlín, inzerce v tisku)

### Filmografie
Joseph Delmont režíroval v letech 1910 až 1924 celkem 63 filmů, napsal 24 scénářů, produkoval 4 filmy a hrál v 9 filmech.

### Knižní vydání v češtině
- Divoká zvířata ve filmu - Dobrodružství z celého světa (Přeložila dr. Jaromíra Hüttlová, Praha, Bohumil Janda, 1927)
- Ostrov popravených (Praha, Jos. R. Vilímek, 1928)
- Tulákovo srdce (přeložila Jaromíra Hüttlová, ilustroval Jan Goth, Praha, Sfinx, B. Janda, 1928)
- V okovech (Autoris. překl. Jaromíry Hüttlové, Praha, Přítel knihy, 1928)
- Fantom radia (román, přeložila Dr. Jaromíra Hüttlová, Praha, Administrace Radiojournal, 1929)
- Miliardář vagabund (přeložila Jaromíra Hüttlová, ilustroval A.V. Hrska, Praha, Sfinx, Janda, 1929)
- Zajatec pouště (román, přeložila Jaromíra Hüttlová, V Praze, Jos. R. Vilímek, 1929)
- Darebácké kousky Tima Shea (Přeložila Dr. Jaromíra Hüttlová, Praha, Přítel knihy, 1930)
- Casanova z Budišína (přeložila Jaromíra Hüttlová, Praha, Sfinx, Bohumil Janda, 1931)
- Zemětřesení (román, přeložil [z francouzštiny] Viktor Seifert, Praha, Sfinx, Janda, 1932)

## Zajímavost
Česká vydání Delmontovy knihy ilustrovali významní čeští ilustrátoři:
- Zdeněk Burian (Ostrov popravených, 1928; Zajatec pouště, 1929)
- Jan Goth (Tulákovo srdce, 1928)